# Polkovice
Polkovice (en allemand : Polkowitz) est une commune du district de Přerov, dans la région d'Olomouc, en République tchèque. Sa population s'élevait à 500 habitants en 2020.

## Géographie
Polkovice se trouve à 5,5 km au nord-ouest du centre de Kojetín, à 15,5 km au sud-ouest de Přerov, à 22,5 km au sud Olomouc et à 218 km à l'est-sud-est de Prague.
La commune est limitée par Oplocany au nord, par Lobodice à l'est, par Uhřičice au sud, et par Tvorovice, Obědkovice à l'ouest, et par Klenovice na Hané au nord-ouest.

## Histoire
La première mention écrite de la localité date de 1275.

## Transports
Par la route, Polkovice se trouve à 5,6 km de Kojetín, à 19 km de Přerov, à 27 km d'Olomouc et à 273 km de Prague.